# 288-я стрелковая дивизия
288-я стрелковая Дновская дивизия — воинское соединение Вооружённых Сил СССР в Великой Отечественной войне.

## История
Дивизия сформирована в июне 1941 года в Ярославской области, в районе села Карабиха. 16 августа 1941 года под Ярославлем на пригородной станции Всполье дивизия приступила к погрузке в эшелоны.
В составе действующей армии с 18 августа 1941 года по 9 мая 1945 года.
По прибытии заняла позиции по реке Волхову в районе Грузина. 1 сентября 1941 года разведчики дивизии столкнулись с авангардом 21-й пехотной дивизии у Грузино, однако до октября 1941 года больших боёв в полосе дивизии не было.
К началу немецкого наступления на Тихвин, дивизия занимала рубеж, протяжённостью в 46 километров, включая Грузино и на юг от него по Волхову. 16 октября 1941 года немецкие войска перешли в наступление. Прорвав оборону в районе Грузино и Селищенского посёлка, захватив плацдармы, немецкие войска вынудили дивизию к отступлению на восток. 20—22 октября 1941 года дивизия смогла закрепиться в верховьях реки Оскуя, в районе Зеленщины на краю Спасского болота, севернее Малой Вишеры.
С переходом войск 52-й армии в наступление в ноябре 1941 года, перешла в наступление в направлении Грузино и 288-я стрелковая дивизия. Наступление дивизии протекало весьма напряжённо, поскольку именно в её полосе происходило отступление немецких войск от Тихвина и немецкие войска удерживали этот коридор. 22—24 декабря 1941 года части дивизии овладели населёнными пунктами Раменье и Межник, сумели выйти в тыл противнику с целью дезорганизовать его отход за Волхов. С 24 декабря 1941 года ведёт бои южнее Киришей в деревне Пехово. Ведя бои за Грузино, 30 декабря 1941 года после короткой артиллерийской подготовки части дивизии форсировали Волхов и захватили небольшой плацдарм севернее Грузино у деревни Лезно. С 8 января 1942 года, убедившись в невозможности дальнейшего расширения плацдарма, дивизия перешла к его обороне. Плацдарм был частично уменьшен немецкими войсками с 4 мая 1942 года, когда в полном составе погиб на плацдарме 47-й отдельный лыжный батальон, приданный дивизии. В апреле 1942 года командный пункт дивизии находился в деревне Некшино, Чудовского района, Ленинградской области.
Затем дивизия, в течение почти двух лет ведёт безуспешные бои за Грузино, где противник, так же, как и в Киришах, имел плацдарм на правом берегу Волхова. В ноябре 1942 года развернулись тяжелейшие бои за обладание деревней Званкой, где дивизия ведёт бои совместно с 377-й стрелковой дивизией. В этих боях, часто переходивших в рукопашные схватки, 288-я и 377-я стрелковые дивизии потеряли 855 человек убитыми и 1818 ранеными.
В январе 1944 года дивизия сдала позиции на плацдарме (устье реки Любунька, Пехово, слияние реки Любунька и Пертеченка, железнодорожный мост через Волхов) частям 44-й стрелковой дивизии.
За два года боевых действий дивизия отчиталась об уничтожении более 18000 немецких солдат и офицеров и взятии в плен до 100 человек.
Со второй декады января 1944 года переходит в наступление в общем направлении на Любань, из которой противник начал отвод войск, частью сил участвовала в освобождении города 28 января 1944 года. После взятия Любани дивизия была отведена в армейский резерв и переброшена в район Шимска.
19 февраля 1944 года, выйдя из взятого накануне частями 44-й и 364-й дивизий Шимска, дивизия ввязалась в ожесточённые бои за деревню Мшага Воскресенская и после почти трёхдневных боёв к 21 февраля 1944 года подошла к Сольцам, которые были в этот же день освобождены. Дивизия продолжила наступление, двигаясь параллельно с железной дорогой на города Дно и Порхов, преследуя отходящего к югу противника. Дивизия подошла 22 февраля 1944 года ко Дну и 24 февраля 1944 года в результате тяжёлых двухдневных боёв освободила его, а 26 февраля 1944 приняла участие в освобождении Порхова, выйдя к началу марта 1944 года к укреплённому рубежу «Пантера». До 18 марта 1944 года дивизия безуспешно штурмует Немоевский опорный пункт, понесла огромные потери, затем приняла рубеж обороны у 198-й стрелковой дивизии.
В ходе Псковско-Островской наступательной операции дивизия, вместе со 122-й танковой бригадой составила подвижную группу армии, введённой в бой вторым эшелоном, переправилась через реку Великую и развила наступление на запад. Овладев важным узлом дорог Красногородское, подвижная группа не дала возможности арьергардам противника закрепиться на рубеже реки Синей. Продолжая наступление, дивизия участвовала в освобождении Абрене и к концу июля 1944 года вышла на подступы к Алуксне, где была остановлена. В ходе Тартуской наступательной операции дивизия сумела продвинуться до оборонительного рубежа «Валга» приблизительно в районе Харгла. В ходе операции дивизия преследует отступающие за реку Вяйке-Эмайыги на рубеж «Валга» немецкие войска, 26 августа 1944 года через Приипалу и Уникюла прибыв к селу Соэ у Вяйке-Эмайыги. 27 августа 1944 года дивизия форсирует реку, создаёт плацдарм, но вскоре противник сумел его ликвидировать.
С 14 сентября 1944 года дивизия, участвуя в Рижской наступательной операции, форсирует реку Вяйке-Эмайыги, на 17 сентября 1944 года ведёт бои у населённого пункта Дакеты, продвигаясь к Валмиере, в освобождении которой участвует 24 сентября 1944 года. Затем дивизия наступает на Ригу через Цесис.
После освобождения Риги дивизия передана в 42-ю армию, которая штурмовала немецкие войска, запертые в Курляндии и её составе, с февраля 1945 года в составе 22-й армии, до конца войны ведёт постоянные бои, направленные на ликвидацию курляндской группировки, так на 26 января 1945 года — в районе населённого пункта Брамани, в 10,5 километрах южнее Салдуса, на 9 апреля 1945 года около населённого пункта Лодэс.
Закончила войну, с 8 мая 1945 года принимая капитуляцию войск Курляндской группировки.
Расформирована в марте 1946 года.

## Состав
- 1012-й стрелковый полк
- 1014-й стрелковый полк
- 1016-й стрелковый полк
- 834-й артиллерийский полк
- 362-й отдельный истребительно-противотанковый дивизион
- 373-я зенитная батарея (373-й отдельный зенитный артиллерийский дивизион) (до 15.04.1943)
- 415-й миномётный дивизион (с 25.11.1941 по 15.10.1942)
- 381-я отдельная разведывательная рота
- 577-й отдельный сапёрный батальон
- 730-й отдельный батальон связи (730-я отдельная рота связи)
- 297-й медико-санитарный батальон
- 363-я отдельная рота химической защиты
- 453-я автотранспортная рота
- 507-я полевая хлебопекарня (436-й полевой автохлебозавод)
- 699-й (82-й) ветеринарный лазарет
- 946-я полевая почтовая станция
- 812-я полевая касса Госбанка

## Подчинение
| Дата            | Фронт (округ)                                              | Армия                | Корпус                             | Примечания |
| --------------- | ---------------------------------------------------------- | -------------------- | ---------------------------------- | ---------- |
| 01.08.1941 года | Московский военный округ                                   | -                    | -                                  | -          |
| 01.09.1941 года | -                                                          | 52-я отдельная армия | -                                  | -          |
| 01.10.1941 года | -                                                          | 52-я отдельная армия | -                                  | -          |
| 01.11.1941 года | -                                                          | 52-я отдельная армия | -                                  | -          |
| 01.12.1941 года | -                                                          | 52-я отдельная армия | -                                  | -          |
| 01.01.1942 года | Волховский фронт                                           | 52-я отдельная армия | -                                  | -          |
| 01.02.1942 года | Волховский фронт                                           | 4-я армия            | -                                  | -          |
| 01.03.1942 года | Волховский фронт                                           | 4-я армия            | -                                  | -          |
| 01.04.1942 года | Волховский фронт                                           | 4-я армия            | -                                  | -          |
| 01.05.1942 года | Ленинградский фронт (Группа войск Волховского направления) | 4-я армия            | -                                  | -          |
| 01.06.1942 года | Ленинградский фронт (Волховская группа войск)              | 4-я армия            | -                                  | -          |
| 01.07.1942 года | Волховский фронт                                           | 4-я армия            | -                                  | -          |
| 01.08.1942 года | Волховский фронт                                           | 4-я армия            | -                                  | -          |
| 01.09.1942 года | Волховский фронт                                           | 4-я армия            | -                                  | -          |
| 01.10.1942 года | Волховский фронт                                           | 4-я армия            | -                                  | -          |
| 01.11.1942 года | Волховский фронт                                           | 4-я армия            | -                                  | -          |
| 01.12.1942 года | Волховский фронт                                           | 4-я армия            | -                                  | -          |
| 01.01.1943 года | Волховский фронт                                           | 4-я армия            | -                                  | -          |
| 01.02.1943 года | Волховский фронт                                           | 4-я армия            | -                                  | -          |
| 01.03.1943 года | Волховский фронт                                           | 4-я армия            | -                                  | -          |
| 01.04.1943 года | Волховский фронт                                           | 4-я армия            | -                                  | -          |
| 01.05.1943 года | Волховский фронт                                           | 4-я армия            | -                                  | -          |
| 01.06.1943 года | Волховский фронт                                           | 4-я армия            | -                                  | -          |
| 01.07.1943 года | Волховский фронт                                           | 4-я армия            | -                                  | -          |
| 01.08.1943 года | Волховский фронт                                           | 4-я армия            | -                                  | -          |
| 01.09.1943 года | Волховский фронт                                           | 4-я армия            | -                                  | -          |
| 01.10.1943 года | Волховский фронт                                           | 4-я армия            | -                                  | -          |
| 01.11.1943 года | Волховский фронт                                           | 4-я армия            | -                                  | -          |
| 01.12.1943 года | Волховский фронт                                           | 54-я армия           | 111-й стрелковый корпус            | -          |
| 01.01.1944 года | Волховский фронт                                           | 54-я армия           | 111-й стрелковый корпус            | -          |
| 01.02.1944 года | Ленинградский фронт                                        | -                    | -                                  | -          |
| 01.03.1944 года | Ленинградский фронт                                        | 54-я армия           | 111-й стрелковый корпус            | -          |
| 01.04.1944 года | Ленинградский фронт                                        | 54-я армия           | 111-й стрелковый корпус            | -          |
| 01.05.1944 года | 3-й Прибалтийский фронт                                    | 54-я армия           | 111-й стрелковый корпус            | -          |
| 01.06.1944 года | 3-й Прибалтийский фронт                                    | 54-я армия           | 111-й стрелковый корпус            | -          |
| 01.07.1944 года | 3-й Прибалтийский фронт                                    | 54-я армия           | 111-й стрелковый корпус            | -          |
| 01.08.1944 года | 3-й Прибалтийский фронт                                    | 54-я армия           | 111-й стрелковый корпус            | -          |
| 01.09.1944 года | 3-й Прибалтийский фронт                                    | 1-я ударная армия    | 14-й гвардейский стрелковый корпус | -          |
| 01.10.1944 года | 3-й Прибалтийский фронт                                    | 1-я ударная армия    | 123-й стрелковый корпус            | -          |
| 01.11.1944 года | 2-й Прибалтийский фронт                                    | 42-я армия           | 123-й стрелковый корпус            | -          |
| 01.12.1944 года | 2-й Прибалтийский фронт                                    | 42-я армия           | 123-й стрелковый корпус            | -          |
| 01.01.1945 года | 2-й Прибалтийский фронт                                    | 42-я армия           | 123-й стрелковый корпус            | -          |
| 01.02.1945 года | 2-й Прибалтийский фронт                                    | 22-я армия           | 14-й гвардейский стрелковый корпус | -          |
| 01.03.1945 года | 2-й Прибалтийский фронт                                    | 22-я армия           | 14-й гвардейский стрелковый корпус | -          |
| 01.04.1945 года | Ленинградский фронт                                        | 22-я армия           | 14-й гвардейский стрелковый корпус | -          |
| 01.05.1945 года | Ленинградский фронт                                        | 42-я армия           | 14-й гвардейский стрелковый корпус | -          |

## Командование

### Командиры
- Тяжков Василий Тимофеевич (? — 24.08.1941), полковник
- Лиленков, Георгий Павлович (12.07.1941 — 16.12.1941), полковник
- Платов, Иван Михайлович (16.12.1941 — 06.03.1942), полковник
- Визжилин, Виктор Алексеевич (14.03.1942 — 17.05.1942), генерал-майор
- Алфёров, Иван Прокопьевич (18.05.1942 — 03.09.1942), полковник
- Колчанов, Григорий Семёнович (03.09.1942 — 15.06.1944) подполковник, полковник, генерал-майор
- Березин, Александр Васильевич (15.06.1944 — 24.12.1945), полковник
- Шпигельский В. Ф. (24.12.1945 — март 1946), полковник
- Хурамшин Галатша (12.09.1941—09.03.1944), командир[1]

### Начальники штаба
- Гаспарян, Исаак Гаспарович (??.08.1941 — 21.01.1942), майор, подполковник

## Награды и наименования
| Награда (наименование)           | Дата       | За что получена |
| -------------------------------- | ---------- | --- |
| Почетное наименование «Дновская» | 26.02.1944 | почётное наименование присвоено Приказом Верховного Главнокомандующего 24 февраля 1944 года № 77 Архивная копия от 4 февраля 2021 на Wayback Machine в ознаменование одержанной победы и за отличие в боях за город Дно. |

## Отличившиеся воины дивизии
| Награда | Ф. И. О.                    | Должность                                                       | Звание   | Дата награждения | Примечания |
| ------- | --------------------------- | --------------------------------------------------------------- | -------- | ---------------- | ---------- |
|         | Сеничкин, Андрей Трофимович | Помощник командира взвода 381-й отдельной разведывательной роты | старшина | 15.05.1946       | [ 3 ]      |

## Память
- Памятный знак на захоронении медсанбата дивизии у населённого пункта Погорелец
- Музей кружка «Юный историк» школы № 36 г. Ярославля
- Школьный музей средней школы № 15 Ярославля Архивная копия от 30 сентября 2006 на Wayback Machine